# Бородастик вогнистолобий
Бородастик вогнистолобий (Psilopogon armillaris) — вид дятлоподібних птахів родини бородастикових (Megalaimidae).

## Поширення
Ендемік Індонезії. Поширений на островах Ява та Балі. Його природними середовищами існування є субтропічний або тропічний вологий низинний ліс та субтропічний або тропічний вологий гірський ліс.

## Опис
Птах завдовжки 19-23 см, вагою 61-79 г. Має зелене оперення, жовто-помаранчеве чоло, синю потилицю та помаранчевий півмісяць на грудях.

## Спосіб життя
Харчується фруктами і комахами. Буває два виводки за рік. Гніздовий сезон триває з лютого по липень, а також з вересня по січень. Гніздо облаштовують у дуплі, яке спеціально видовбують у дереві. У кладці 2-3 яйця. Інкубація триває 14 днів. Пташенят годують двоє батьків.

## Підвиди
- P. a. armillaris (Temminck, 1821), поширений в західних і центральних регіонах;
- P. a. baliensis (Rensch, 1928), поширений у східних районах Яви та на Балі.